# Sungir
Sungir eller Sunghir (ryska: Сунгирь) är en paleolitisk boplats utanför Vladimir i Ryssland med ett antal gravar efter människor av Cro Magnontyp. Fynden anses vara samtida med gravettien i västra Europa. Radiocarbon (14C) dateringar på djurben och människoben, de flesta ger en minimumålder på cirka 30000 14C BP  motsvarande cirka 34000 år kalibrerade BP (Nalawade-Chavan et al. 2014; Trinkaus et al. 2014). Boplatsen upptäcktes 1955. Mellan åren 1957–1977 utgrävdes 4 500 m2 av platsen under ledning av Otto N. Bader. Tidigare dateringar som gav en ålder av cirka 25 000 år är föråldrade.

## Sunghir 1
Sungir 1 är en grav efter en 50-60-årig man med cirka 3 000 små utskurna pärlor av mammutbetar som utgjort dekoration på hans skinndräkt. Åldersbestämningen gjordes först av G.F. Debets 1967: skelett efter en man; dödsålder är omkring 55-65 år baserat på skallsuturernas slutning. Tänderna är kraftigt slitna, alla tandkronorna är ungefär 4-5 mm. Inga tecken på senil involution varken i skallen eller på andra ben noterades. Dödsorsaken var ett stick i hans lägre nacke i första bröstkotan som lett till att hans cirkulation i hjärnan stördes och han dog omedelbart. (Trinkaus & Buzhilova 2012). Kroppen var placerad på rygg och speciellt huvud och övre thorax var täckta av ockra. Tolv genomborrade rävtänder på huvudet, 25 elfenbens armband satt ovan armbågarna och vristerna. O.N. Bader (1998) menar att pärlorna var sydda på kläderna.

## Sunghir 2-4
I dessa gravar i Sungir återfanns barngravar. Gravarna var ockrabeströdda och innehöll rikliga gravgåvor med tusentals elfenbenspärlor och mest anmärkningsvärt 16 elfenbensspjut varav några långa som sträcker sig över båda gravarna. Båda skeletten visar tecken på stress i tänderna och det ena har sjukliga förändringar som lett till abnormalt krökta lårben, och det andra har störningar i käken och tänder. Dödsorsaken för barnen är okänd. Barnen är begravda huvud mot huvud. Grav 4 är ett lårben placerat i gravarna 2-3 utan andra kroppsdelar.

## Sunghir 5
Sunghir 5 år ett begravt kranium från en 30–50 år gammal av okänt kön. Bruten på platsen men komplett. Hittades i kulturlagret vid en stor flat sten, rödockra, rävtänder och elfenbenspärlor. Skallen verkar avsiktligt deponerad i kulturlagret. Huvudet kommer inte från grav om det inte avsiktligt flyttats.

## Sunghir 7
Ensamt femur av en vuxen funnit i kulturlagret nära gravarna. Det är osannolikt att benet kommer från grav 2 då dessa är försedda med många dekorationer.

## Sunghir 10,
Grave 2bis och dess försvunna kvarlevor upptäckta i kulturlagret nämns sällan (se O.N. Bader 1998; Trinkaus et al. 2014). The adult was buried in an extended position, kroppen var delvis täkt i ockra. Associated with the individual were three pierced schist pendants, mammutelfenbenspärlor, genomborrade rävtänder, små tuber av ben, en benfil, en finbearbetad spets i dubbelsidig teknik, en 0,18 m lång bearbetad mammuttand, en liten elfenbensring, ett bearbetat fossilt blötdjurskal och två klubbar av renhorn. De första fem objekten liknar de funna i grav 1 och 2 de andra är unika för graven 2bis.
Begravnungar från paleolitikum är ofta multipla. Många personer med patologiska skador har hittats och i många fall har delar av människor hittas. Det stärker en teori om att människor har behandlats olika vid begravningen och frågan är av vilka skäl.